# GNU m4
GNU m4為m4巨集前處理器的GNU版本。其目的是為了避免傳統m4前處理器中的多種限制，諸如對行長度的最大值限制，巨集大小的最大值限制，巨集數量的限制等。拿掉這些霸道的限制是GNU計畫的既定目標之一。
GNU Autoconf包使GNU m4的功能得以廣為使用。
GNU m4目前是由Eric Blake來維護。

## 外部連結
- GNU M4首頁 （页面存档备份，存于）